# Marktbrunnen (Schönebeck)

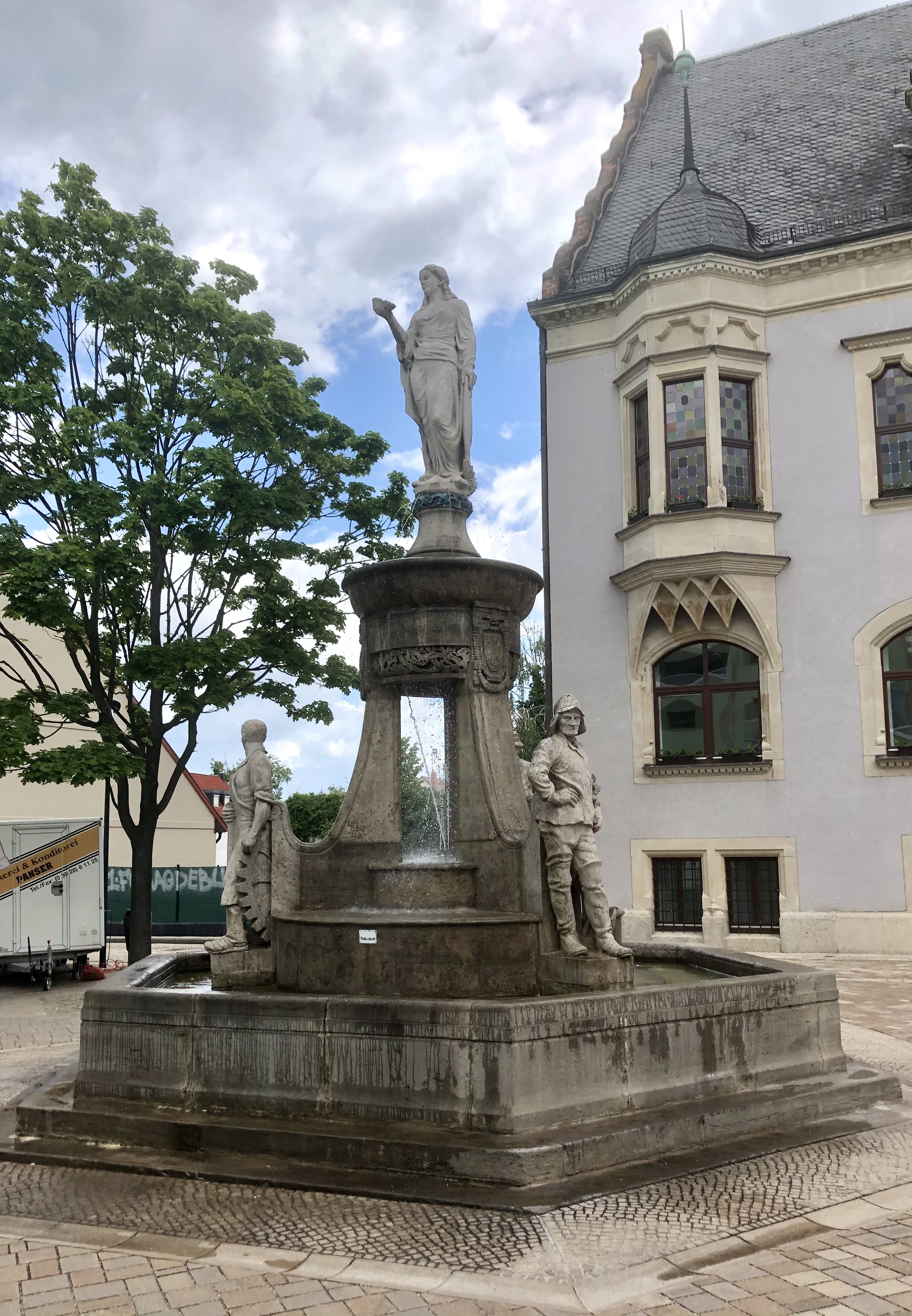
Marktbrunnen, 2021

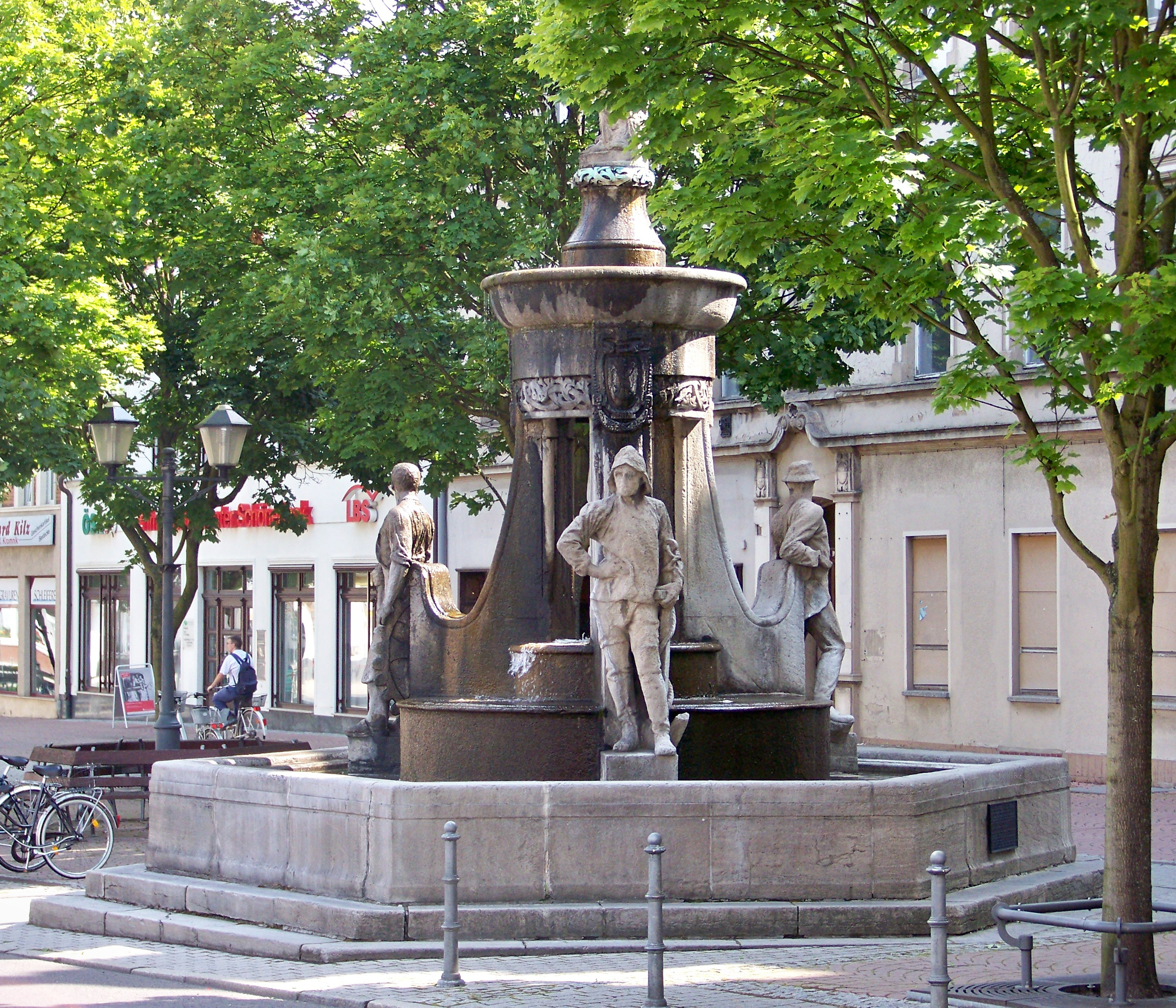
Unterer Teil, 2009

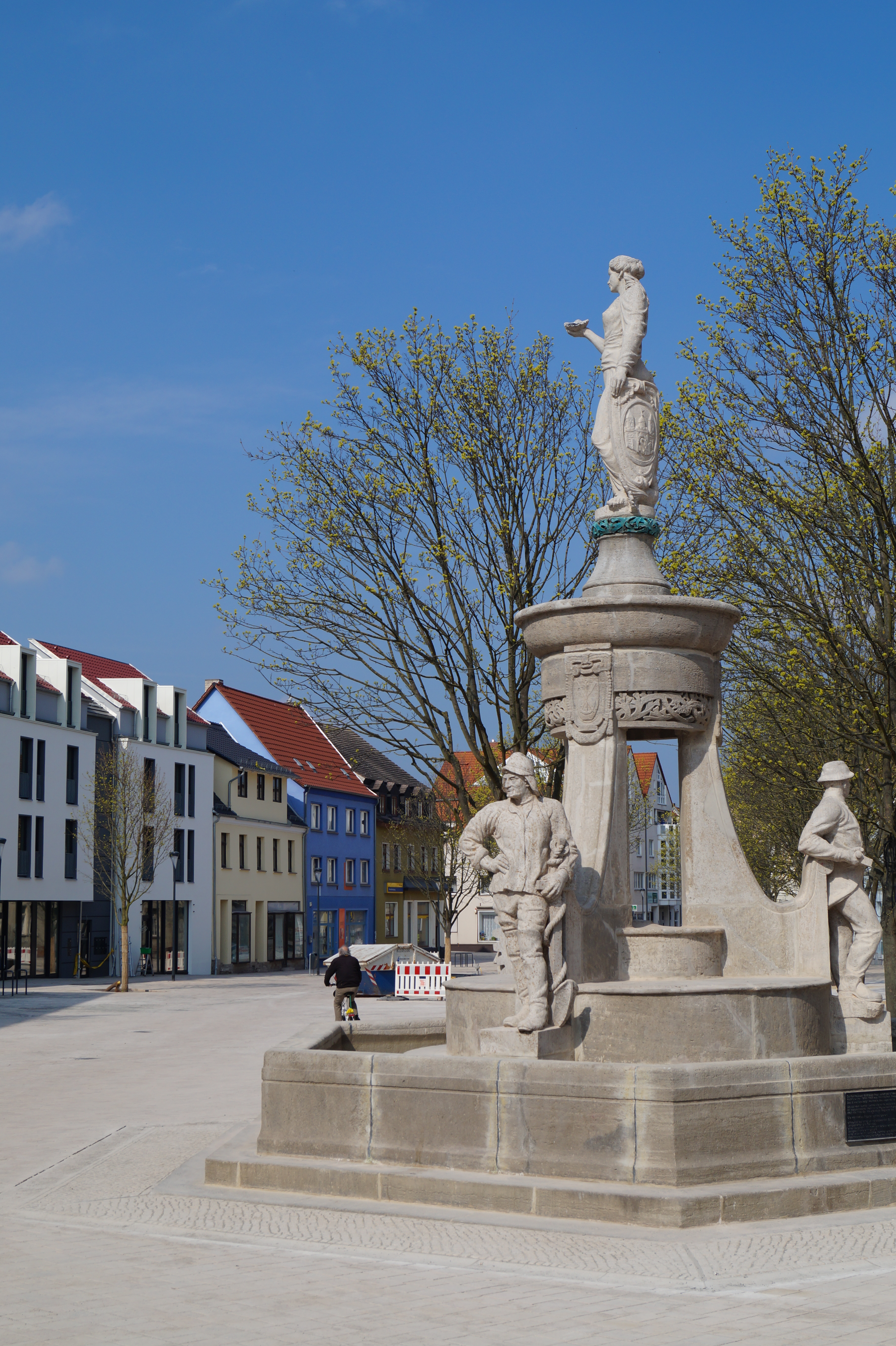
Blick von Süden, 2016

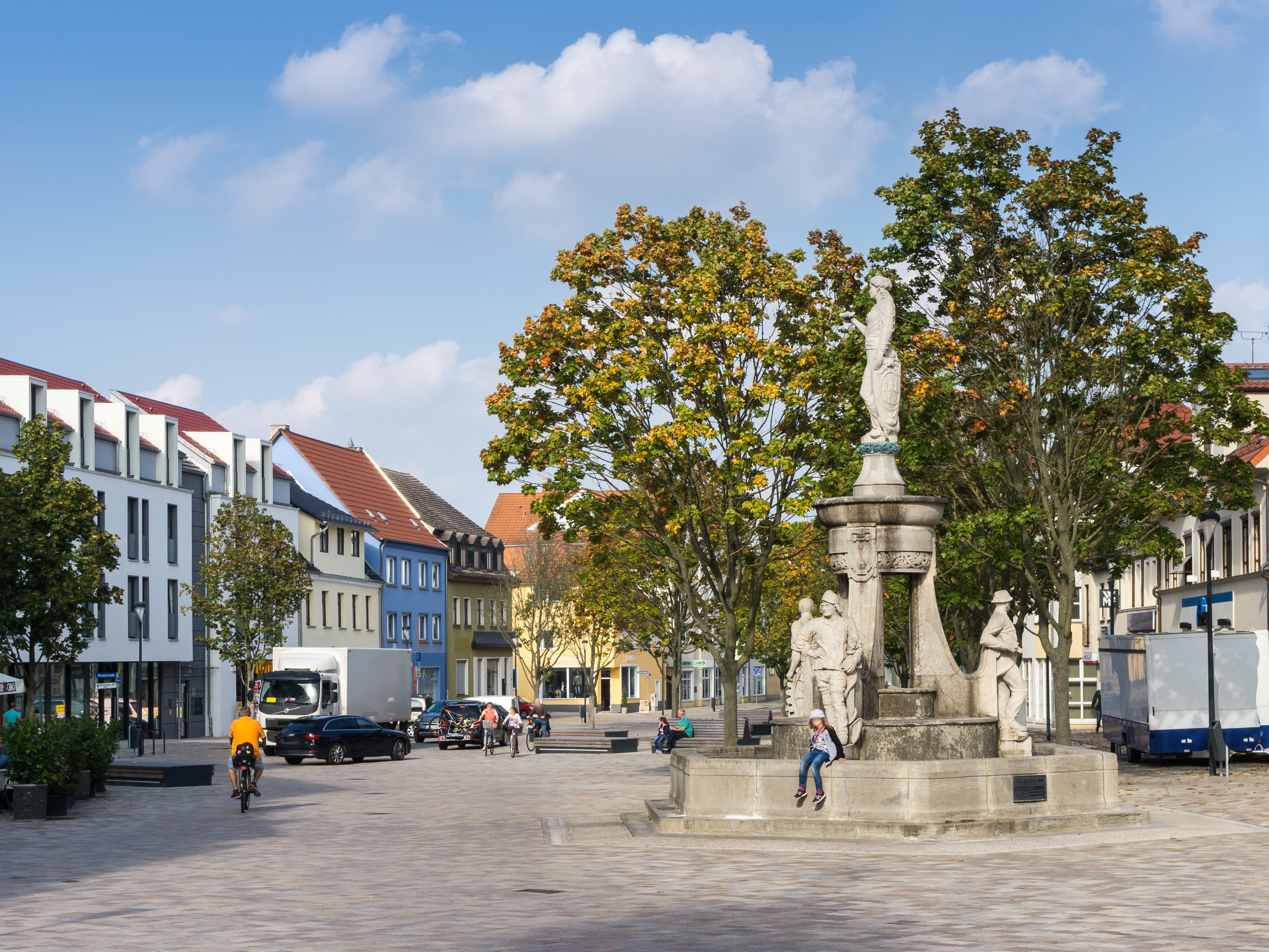
2017

Der Marktbrunnen ist ein denkmalgeschützter Brunnen in Schönebeck (Elbe) in Sachsen-Anhalt.

## Lage
Er befindet sich auf dem südlichen Teil des Marktplatzes im Zentrum der Schönebecker Innenstadt, westlich vor dem Rathaus Schönebeck.

## Geschichte
Der Elemente des Jugendstils aufweisende Brunnen entstand 1907/1908 durch den Schkopauer Bildhauer Paul Juckoff aus fränkischem Muschelkalk. Jukoff hatte sich in einem 1906/1907 durchgeführten Wettbewerb zur Errichtung eines Zierbrunnens durchgesetzt. Vorausgegangen war eine bereits 1895 bestehende Idee zur Errichtung eines Zierbrunnens. In diesem Jahr wurden 500 Mark, das Drittel eines Überschusses aus einer Gewerbeausstellung hierfür verzinst als Grundstock angelegt. Im September 1902 spendete die Witwe des Leipziger Direktors Dr. Freytag zur Erinnerung an ihren Mann, der länger in Schönebeck gewirkt hatte, weitere 5000 Mark. Letztlich wurde der Brunnen in Höhe von 12000 Mark komplett privat finanziert. Weitere Spenden folgten in Höhe von 2000 Mark durch die Hermania, je 1000 Mark durch Georg und Feodor Siegel, Rechtsanwalt Hermann und Kommerzienrat Dümling. Die Chemischen Werke gaben 500 Mark. Pumpe und Elektromotor im Wert von 1400 Mark wurden von der Thüringer Gasgesellschaft zur Verfügung gestellt. Die Pflasterarbeiten im Umfeld des Brunnens wurden von Steinmetzmeister Haase kostenlos ausgeführt. 500 Mark mussten als Schenkungssteuer gezahlt werden.
Der Vertrag zum Bau des Brunnens wurde Anfang 1908 unterzeichnet. Bis August 1908 entstand dann der Brunnen, der am 6. September 1908 in Anwesenheit des Bürgermeisters Schaumburg und des Künstlers eingeweiht wurde. Die wasserführenden Elemente entstanden nach Ideen Juckoffs durch die Ingenieure Richter aus Berlin-Steglitz und Schmidt aus Schönebeck.
Im Jahr 2014 erfolgte eine Restaurierung des Brunnens. In Anwesenheit von Oberbürgermeister Bert Knoblauch wurde am 21. März 2014 der Brunnen demontiert und die Figur der Elbe abgebaut. Die Kosten betrugen 200.000 € und wurden vom Elbufer Förderverein der Stiftung der ehemaligen Kreissparkasse Schönebeck, der Klosterbergeschen Stiftung, Mittel aus dem Stadtumbau Ost, Lotto Sachsen-Anhalt und privaten Bürgern und Firmen finanziert. Ideengeber für die Sanierung und die Spendenkampagne war Friedrich Husemann von den Stadtwerken Schönebeck.
An der Sanierung waren der Pretziener Steinmetz Frithjof Meussling und der Braunschweiger Bildhauer Magnus Kleine-Tebbe beteiligt. Es wurden alle vier Figuren und auch die Brunnentechnik erneuert. Am 25. April 2015 wurde der sanierte Brunnen bei Anwesenheit des Oberbürgermeisters und des Bildhauers dann mit einem Brunnenfest wiedereröffnet.

## Gestaltung
Das eigentliche Brunnenbecken ist sechseckig ausgeführt und misst sieben Meter im Durchmesser. In der Mitte des Brunnens erhebt sich bis auf eine Höhe von acht Metern ein Aufbau, der von drei männlichen Figuren flankiert und von einer weiblichen Figur bekrönt wird. Die bekrönende Figur stell allegorisch die Elbe dar, an der Schönebeck liegt. Sie hält in der rechten Hand eine Muschelschale, aus der sie Wasser in den Brunnen schüttet. In der Linken Hand hält sie das Wappen Schönebecks. Unterhalb der Figur tritt in 50 kleinen Strahlen Wasser in ein kleines oberes rundes Brunnenbecken aus. Von dort ergießt sich das Wasser in feinen Schleiern in das untere Brunnenbecken. Die drei männlichen Figuren stellen jeweils einen Wirtschaftszweig dar, der für Schönebeck von besonderer Bedeutung war. Eine der Figuren stellt einen auf einen Anker gestützte Schiffer mit Langschäftern und Ölzeug dar. Er symbolisiert Fischfang und Schifffahrt. Eine weitere Figur, mit Blick zum Rathaus, zeigt einen mit Helm und Grubenlampe ausgestatteten Bergmann. Er ist Symbol für den Salz- und Braunkohlebergbau. Die dritte Figur zeigt einen mit Schürze, Hammer und Zahnrad versehenen Arbeiter, der für die Industrie steht.
In der Mitte zwischen den Figuren steigt durch eine elektrische Pumpe ein schäumender Wasserstrahl bis in eine Kuppel unterhalb der krönenden Figur. Über Stufen fließt das Wasser in das große untere Brunnenbecken.
Im örtlichen Denkmalverzeichnis ist der Brunnen unter der Erfassungsnummer 094 61015 als Kleindenkmal verzeichnet.